# Quincy Watts
Pour les articles homonymes, voir Watts (homonymie).
Quincy D. Watts, né le 19 juin 1970, est un ancien athlète américain, vainqueur de deux médailles d'or aux Jeux olympiques d'été de 1992. Il est le codétenteur du record du monde du relais 4 × 400 m en compagnie de Andrew Valmon, Harry Butch Reynolds et Michael Johnson en 2 min 54 s 29, établi en finale des championnats du monde 1993.
Il est l'entraîneur de l'Américain Fred Kerley, spécialiste des épreuves de sprint, champion du monde du 100 m en 2022 à Eugene et vice-champion olympique en 2021 à Tokyo sur la même distance.

## Biographie
Né à Détroit dans le Michigan, Quincy Watts a étudié à l'université du Sud de la Californie dans laquelle il n'excellait pas seulement en tant qu'athlète mais également comme wide receiver en football américain. Il était également un prometteur joueur de basket-ball en secondaire.
À l'origine, Watts courait sur les sprints courts, se spécialisant sur 100 m et 200 m, mais son entraîneur le convainquit de monter sur 400 m où il connut le succès par la suite.
Aux Championnats du Monde d'athlétisme de 1991, Watts remportait l'argent en relais 4 × 400 m. Deux ans plus tard, il devenait champion du monde en relais.
En 1992, de loin sa meilleure année, il remportait le titre olympique sur 400 m aux Jeux de Barcelone. Il battait deux fois le record olympique de Lee Evans (qui avait été établi en 43 s 86 en altitude durant les Jeux olympiques de 1968 à Mexico). Watts courait sa demi-finale en 43 s 71 puis remportait le titre avec le temps de 43 s 50. Il était encore membre du relais américain (courant le second relais lancé en 43 s 10) qui devenait champion olympique en abaissant le record du monde à 2 min 55 s 74.
Son titre en 1992 fut sans contestation le sommet de sa carrière. La foule était stupéfaite de le voir courir sans caler dans la dernière ligne droite alors qu'il sortait de l'anonymat pour devenir champion olympique et deuxième performeur de tous les temps, derrière Harry « Butch » Reynolds. La course de Watts à Barcelone reste comme l'un des plus grands moments de l'athlétisme des Jeux olympiques de Barcelone.
En 1994 et 1995, il ne parvenait plus à descendre sous les 45 secondes. Puis en 1996, lors des sélections américaines pour les Jeux d'Atlanta, il terminait à une décevante septième place en 45 s 64, loin derrière Michael Johnson. Il se retira de la compétition en 1997 pour devenir entraîneur.

## Palmarès
| Date | Compétition           | Lieu      | Résultat | Épreuve   |
| ---- | --------------------- | --------- | -------- | --------- |
| 1991 | Jeux panaméricains    | La Havane | 4e       | 400 m     |
| 1991 | Jeux panaméricains    | La Havane | 2e       | 4 × 400 m |
| 1991 | Championnats du monde | Tokyo     | 2e       | 4 × 400 m |
| 1992 | Jeux olympiques       | Barcelone | 1er      | 400 m     |
| 1992 | Jeux olympiques       | Barcelone | 1er      | 4 × 400 m |
| 1993 | Championnats du monde | Stuttgart | 1er      | 4 × 400 m |

## Records
- record olympique du 400 m en 43 s 71 le 3 août 1992 à Barcelone (amélioration du record de Lee Evans établi lors des Jeux olympiques de Mexico)
- record olympique du 400 m en 43 s 50 le 5 août 1992 à Barcelone (amélioration de son précédent record, sera battu par Michael Johnson le 29 juillet 1996 à Atlanta)
- record du monde en relais 4 × 400 m en 2 min 55 s 74 avec Andrew Valmon, Michael Johnson et Steve Lewis le 8 août 1992 à Barcelone (amélioration du record du monde des États-Unis de Everett-Lewis-Robinzine-Reynolds)
- record du monde en relais 4 × 400 m en 2 min 54 s 29 avec Andrew Valmon, Butch Reynolds et Michael Johnson le 22 août 1993 à Stuttgart (amélioration de son précédent record du monde réalisé avec Valmon-Johnson-Lewis)